# Indotritia
Indotritia är ett släkte av kvalster. Indotritia ingår i familjen Oribotritiidae.

## Dottertaxa tillIndotritia, i alfabetisk ordning[1]
- Indotritia africana
- Indotritia allocotos
- Indotritia aotearoana
- Indotritia aspera
- Indotritia bellingeri
- Indotritia brevipilosa
- Indotritia breviseta
- Indotritia brevisetosa
- Indotritia bryani
- Indotritia clavata
- Indotritia compacta
- Indotritia consimilis
- Indotritia cypha
- Indotritia didyma
- Indotritia eksteeni
- Indotritia fusa
- Indotritia jacoti
- Indotritia javensis
- Indotritia krakatauensis
- Indotritia missouri
- Indotritia nuda
- Indotritia partita
- Indotritia paulyi
- Indotritia phymatha
- Indotritia propinqua
- Indotritia retusa
- Indotritia tetradis
- Indotritia tricarinata
- Indotritia tripartita
- Indotritia undulata
- Indotritia vestigia
- Indotritia zangherii